# Поппі Делевінь
Поппі Анжела Делевінь (англ.  Poppy Angela Delevingne, нар. 3 травня 1986) — англійська модель, громадська діячка та акторка.

## Життєпис
Народилася 3 травня 1986 року у Лондоні однією з трьох дочок майнового розробника Чарльза Хамара Делевінь та Пандори Енн Делевінь (до шлюбу Стівенс). Виросла в особняку Белгравія і відвідувала незалежну школу. Вона є старшою сестрою акторки та колишньої супермоделі Кари Делевінь.
Поппі Делевінь є музою та подругою модного дизайнера Метью Вільямсона. Вона раніше жила в Нью-Йорку з акторкою Сієною Міллер.
У жовтні 2012 року почала зустрічатися з Джеймсом Куком, колишньою моделлю, який зараз працює в аерокосмічній компанії своєї сім'ї.
Пара одружилася у травні 2014 року.

## Кар'єра
У 2004 році Поппі Делевінь знялася в музичному відео "Sunday Morning" від Maroon 5 у ролі караоке співачки в Японії.
Була помічена засновницею Storm Management Сарою Дукас у 2008 році.
Працювала як модель для таких брендів, як as Shiatzy Chen, Laura Ashley, Anya Hindmarch, Alberta Ferretti та Burberry, брала участь у показах для Julien Macdonald та Giles Deacon та працювала з відомим фотографом Террі Річардсоном.
Потрапивши до поля зору Марка Джейкобса, Делевінь стал обличчям літньої колекції 2012 Louis Vuitton. Знімалася для обкладинок журналів Vogue (Туреччина), Harper's Bazaar (Корея), Elle (Мексика, Україна, Корея, Норвегія) та Love.
Поппі Делевінь є молодіжною амбасадоркою British Fashion Council, амбасадоркою Chanel та служить представницею Jo Malone London.
У 2017 році Делевінь зіграла роль Клари фон Глюкфберг у Кінгсман: Золоте кільце і роль Колони Адріани у фільмі The Aspern Papers.

## Фільмографія

### Фільми
| Рік  | Назва                            | Роль                              | Примітки        |
| ---- | -------------------------------- | --------------------------------- | --------------- |
| 2009 | The Boat That Rocked             | Model                             |                 |
| 2009 | Perfect                          | Liberty                           | Короткометражка |
| 2014 | She's Funny That Way             | Macy's Greeter                    |                 |
| 2016 | Absolutely Fabulous: The Movie   | Fashion Show / Huki Muki Attendee |                 |
| 2016 | Elvis & Nixon                    | Stewardess #4                     |                 |
| 2017 | King Arthur: Legend of the Sword | Igraine                           |                 |
| 2017 | Kingsman: The Golden Circle      | Clara                             |                 |
| 2018 | The Aspern Papers                | Signora Colonna                   |                 |
| 2019 | Bittersweet Symphony             | Abigail                           |                 |
| 2020 | Spy Intervention                 | Pam Grayson                       |                 |

### ТБ
| Рік         | Назва                                | Роль                  | Примітки                                   |
| ----------- | ------------------------------------ | --------------------- | ------------------------------------------ |
| 2012        | Britain and Ireland's Next Top Model | Herself / Guest Judge | Series 8, Episode: "Episode 10"            |
| 2015        | I Live with Models                   | Sophie                | Episode: "The Suit"                        |
| 2015        | The Royals                           | Tiara                 | Episode: "We Are Pictures, or Mere Beasts" |
| 2018        | Genius                               | Marie-Thérèse Walter  | 5 episodes                                 |
| 2019 - 2020 | Riviera                              | Daphne Eltham         | Series 2 - 3                               |

### Кліпи
| Рік  | Назва            | Виконавці               | Роль           | Прим. |
| ---- | ---------------- | ----------------------- | -------------- | ----- |
| 2004 | "Sunday Morning" | Maroon 5                | Karaoke Singer |       |
| 2017 | "Sing Out"       | Herself and Karen Elson | Store Owner    |       |